# ブルームーン (バラ)

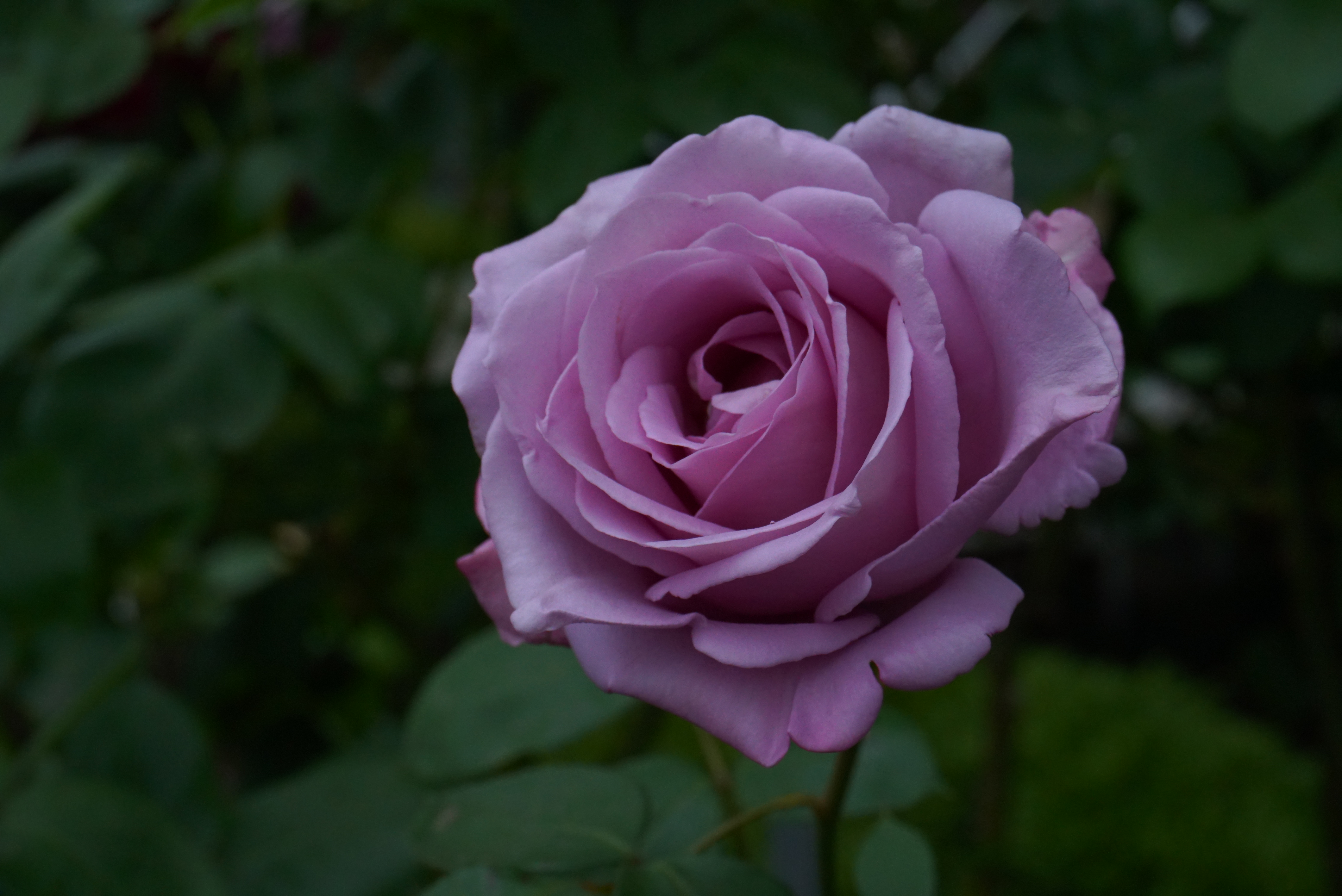
ブルームーン（秋田県大館市、石田ローズガーデン）

ブルームーン（Blue Moon）は、バラの園芸品種の一つ。

## 概要
ブルームーンは木立性で10cm程度の藤色の花を咲かせる。四季咲き性でハイブリッドティーに分類される。花形は半剣弁高芯咲き。強香でダマスクとティーの混在した、いわゆるブルーローズの香りがする。樹高は1～1.5m程度。青系のバラの中では比較的耐病性がある。
1964年にドイツのタンタウが作出し、交配親は(スターリングシルバー×実生)×実生。枝変わりにつる性のものが存在する。紫雲やラプソディ・イン・ブルーといった品種の交配親となった。